# Altlastenatlas
Der Altlastenatlas ist ein Instrument der österreichischen Verwaltung. Er beinhaltet jene Flächen, von denen aufgrund von Abfallablagerungen oder Untergrundverunreinigungen eine erhebliche Gefahr für die Gesundheit des Menschen oder die Umwelt ausgeht (Altlasten). Angeschlossen ist der Verdachtsflächenkataster.

## Grundlagen
Das Verzeichnis wird vom Umweltbundesamt geführt, gemeldet werden die Verdachtsflächen von den Ländern. Rechtsgrundlage ist das Altlastensanierungsgesetz (ALSAG).
In Österreich sind etwa 70.000 Altstandorte und Altablagerungen bekannt, von denen aber nur rund 2–3 % Altlasten darstellen dürften. Mit Stand 1. Jänner 2019 waren 304 Altlasten im Sinne des Altlastensanierungsgesetzes ausgewiesen, davon waren 164 saniert oder gesichert. 1895 Flächen waren im Verdachtsflächenkataster eingetragen.
Das Verzeichnis steht seit September 2018 als Altlasten-GIS öffentlich zugänglich online.

## Altlastenatlas
Der in Form eines geographischen Informationssystems ausgeführte Atlas stellt die erhobenen Altlasten kartografisch dar und bietet zusätzlich eine genaue Beschreibung der aufgefundenen Stoffe.

## Verdachtsflächenkataster
Im Verdachtsflächenkataster werden gemeldete Altablagerungen und Altstandorte angeführt, bei denen der Verdacht einer erheblichen Umweltgefährdung besteht. Ein Eintrag einer Liegenschaft zeigt keinesfalls eine konkrete Gefährdung an, da keine entsprechenden Untersuchungen durchgeführt wurden.

## Prioritätenklassifizierung
Ein wichtiger Aspekt ist auch die Festlegung der Priorität einer Altlast, die ihren Gefährdungsgrad darstellt.
Es werden drei Prioritätenklassen unterschieden, eine Einstufung in die Prioritätenklasse 1 bedeutet die höchste Dringlichkeit von Sanierungsmaßnahmen.